# Et portræt af Jørgen Andersen
Et portræt af Jørgen Andersen er en dansk kortfilm fra 2011, der er instrueret af Emil Gosch Johansen.

## Handling
Jørgen Andersen er en falleret multikunstner, der hutler sig gennem tilværelsen i kampen for at bringe den grænseoverskridende kunst ud til folket. Han er i store økonomiske problemer og lever udelukkende af sin bofælle Niels' nåde. Derfor hyrer Jørgen et filmhold til at producere en dokumentar, som skal bringe ham tilbage på sporet, både kunstnerisk og økonomisk.

## Medvirkende
- Lorens Lassen - Jørgen Andersen
- Tom Due - 'Niels
- Lasse Christoffersen - Interviewer
- Andreas Borgstad - Kameramand